# Barrie Dunn
Pour les articles homonymes, voir Dunn.
Barrie Dunn est un acteur et producteur canadien connu pour son rôle de Ray dans le programme télévisé canadien Trailer Park Boys.
Il est aussi membre de la Canadian Bar Association.